# ابناستون
ابناستون (به لاتین: Abenaston) در سورینام است که در sipaliwini واقع شده‌است.